# Limnippa
Limnippa is een geslacht van rechtvleugeligen uit de familie veldsprinkhanen (Acrididae). De wetenschappelijke naam van dit geslacht is voor het eerst geldig gepubliceerd in 1941 door Uvarov.

## Soorten
Het geslacht Limnippa  is monotypisch en omvat slechts de volgende soort:
- Limnippa ensicerca (Uvarov, 1941)